# Sakkal Majalla
Sakkal Majalla est une police de caractères arabe de style naskh créée par Mamoun Sakkal (en) en 2005 et distribuée par Microsoft avec Windows (Windows 7, Windows 8, Windows 10) à partir de 2009. La police distribuée avec Windows est composée de deux graisses, normal et gras, et un total de cinq graisses ont été développées. Elle possède les caractères nécessaires pour l’arabe, le persan, l’ourdou, le sindhi, le kurde et le ouïghour. Ses caractères latins ont été créés par Steve Matteson.

## Sources
- (en) « Sakkal Majalla font family », sur Microsoft Typography (consulté le 20 octobre 2020).
- (en) « Sakkal Majalla Arabic Font », sur Sakkal.com (consulté le 20 octobre 2020).
- (en) « Sakkal Majalla Font Family Story », sur Fonts.com (consulté le 20 octobre 2020).